# 輝石の空
『輝石の空』（きせきのそら、The Stone Sky）はN・K・ジェミシンにおる2017年のサイエンス・ファンタジー小説。本作は2018年にヒューゴー賞 長編小説部門、ネビュラ賞 長編小説部門およびローカス賞 ファンタジイ長編部門を受賞した。出版されると非常に好評なレビューを得た。本作はともにヒューゴー賞を受賞した『第五の季節』および『オベリスクの門』に続くN・K・ジェミシンの《破壊された地球》三部作の三作目である。

## 設定
《破壊された地球》シリーズの他の作品同様に、『輝石の空』のほとんどのストーリーはは住人からスティルネスと呼ばれる単一の超大陸をほとんどの舞台としている。ほとんどの人類は"コム"と呼ばれる都市国家に居住し、社会における役割に基づく"用役カースト"に別れている。
スティルネスは常に地殻変動でひび割れており、さらに数百年ごとに非常に過酷な全球的な火山噴火による＜第五の季節＞と呼ばれる寒冷気候に襲われる。オロジェンと呼ばれる登場人物たちは小規模な魔法とともに大規模な地殻のエネルギーを制御する能力を有している。彼らは、人類が＜季節＞を生き延びることができるように多大な努力を払っているにもかかわらず迫害され、恐れられているマイノリティーである。

## あらすじ
『オベリスクの門』の出来事の後、カストリマの住人たちは敵対するコムであるレナニスによる被害によって晶洞の機能が損なわれて居住できなくなったために北方に移動している。＜オベリスクの門＞を開いて以来昏睡状態に陥っていたエッスンが目覚めると、＜門＞の巨大な魔術的エネルギーによって腕が石化していることに気付く。エッスンは健康を取り戻せるように監護され、月が長い楕円軌道の近地点に近づいていることを見出す。
一方、エッスンの娘のナッスンは、オベリスクを使って父親を石に変えて殺したショックから立ち直りつつある。落胆し、怒っているナッスンは、＜オベリスクの門＞を使って接近してきた月を地球に衝突させて両方を破壊することを決意する。ナッスンの守護者のシャファは、エッスンが使用した中央制御オベリスクを使わなくても＜オベリスクの門＞を活性化できるようにナッスンが地球の反対側にある唯一の都市であるコアポイントに行くのを助けることに同意する。
カストリマの住人たちは苦労して砂漠を横断してレナリスに到着し、そこでエッスンはナッスンが自分と同じように＜門＞を開こうとしていることを知るが、これはほぼ確実に自分の死を意味している。エッスンは少人数のチームとナッスンを阻止するためにコアポイントに向けて出発する。出発の直前に、エッスンは付き合い始めたばかりの、昔所属していたコム、ティリモの元治療師のレルナによって妊娠させられたことに気づく。エッスンがティリモを離れてから追いかけている石喰いのホアは、地中を直接移動してチームを連れてゆくことを提案するが、彼らが惑星の中心を横切る時（中心核を迂回する時）に敵対する石喰いの一派に襲われ、レルナが殺されてしまう。
ナッスンとシャファは、シャファがコアポイントへの交通手段を利用できると考えている南極地域の年の廃墟に到着する。二人は廃墟に降り、そこで惑星の中心を通ってコアポイントに直接繋がる動作する輸送システムを発見する。中心核を通過する間に、地球が生きた意識体であり、人類が地球を支配しようとし、月を失ったことで人類に激怒していることが明らかになる。中心核は地球の意識を形成する魔法のエネルギーが豊富で、ナッスンはこれが脳に埋め込まれた鉄片を通じて守護者の能力と寿命に直接燃料を供給していることに気づく。
フラッシュバックでホアの物語が明らかになる：遠い昔に高度なバイオテクノロジーと魔法をシームレスに融合した人類の技術は、地球の魔法の本質を利用して無尽蔵のエネルギーを得るように設計されたオベリスクのネットワークである＜オベリスクの門＞の作成で頂点に達した。そのために科学者たちは現在の支配的な文化が打ち倒し、服従させた種族のDNAをもとに、魔法に対する絶妙な感受性をもつ人間の種族を作り出した。この調律者たちが＜門＞を制御し、地球の核から魔法を引き出す。しかし、＜門＞が作動する前夜に＜調律者＞たちは自分たちの遺伝子コードのもとになった人々の運命が、オベリスクに接続されて魔力を充電するための電池として生かされ、永遠の苦しみの中にいるということを知る。調律者のリーダーであるホアは、＜門＞のエネルギーをシル・アナジストの街に逆流させ、この不正を永続させるのではなく街を破壊することを決心する。ホアと仲間の調律者がこの計画を実行しようとした時に地球自体がオベリスクを制御し、地殻を溶かしてほとんどの生命を絶滅しようとする。ホアとその他の調律者たちはオベリスクの一部の起動を阻止してこの大惨事を回避することに成功したが、自分たちの肉体が犠牲となって全員が最初の石喰いなるとともに、巨大なエネルギーによって月が高い楕円軌道に投げ出された。それでも十分な数のオベリスクが活性化されて世界的な荒廃を引き起こし、人類は＜第五の季節＞と呼ばれる暗黒時代に突入する。これは＜粉砕＞とも呼ばれる。
現在、コアポイントではナッスンが月をぶつけて世界を完全に破壊するのを防ぐために、地球がシャファの脳から鉄片を取り除いて彼の死期をはやめさせる。取り乱したナッスンは、地球上の全員を不死身の石喰いに変える＜門＞を使ってシャファの命を救うことにする。エッスンが到着し、月を軌道に戻し、＜季節＞を終わらせ、ナッスンを死から救うために中央制御オベリスクを使用して＜門＞の制御を掌握しようとする。二人は奮闘するがどちらも優位に立つことはできず、エッスンは娘が破滅する危険よりも、ナッスンに仕事を完了させることを選ぶ。エッスンは＜門＞の制御を解放し、完全に石となる。この光景に心を動かされたナッスンは、母親の使命を果たし、月を軌道に戻すために＜門＞を使うことを決心する。
この結果、＜第五の季節＞は終了し、文明の再建がはじまる。『第五の季節』の終わりにシリーズの語り手であることが明かされたホアは、地下深くの洞窟でエッスンが＜石喰い＞として復活するのを辛抱強く待っている。エッスンは晶洞から姿を現し、世界をよりよくしたいという身近な願いを明らかにする。そのために、ホアとエッスンは一緒に旅に出る。この三部作全体が、ホアがエッスンの人生を説明することでエッスンに前世を思い出させ、失われた自分自身と結びつけていることが暗示されている。

## 視点人物
《破壊された地球》シリーズでは複数の異なるスタイルの人称視点が使われている。その中で最も広く注目されているのが二人称視点の使用である。このシリーズの語り手は最終的にはホアであることが明らかにされる。『輝石の空』では、ホアは作中の過去の部分を一人称で、現在の部分を二人称（エッスンの視点）および三人称（ナッスンおよびサイアナイトの視点）で語っている。ジェミシンはエッスンの章を二人称視点で書くことにした理由はわからないが、最終的に二人称視点で書き続けることを選択したのは、それが「［エッスンが］乖離しており、彼女の全てがここにはないこと」を伝えるためだと述べている。

## 評価
『輝石の空』の発売はワシントン・ポスト紙やio9などのこれから刊行されるSFおよびファンタジーのリストで予想され、発売と同時に賞賛の声が上がり、ジェミシンは3年連続でヒューゴー賞 長編小説部門を受賞した。ジェミシンが3年連続でヒューゴー賞 長編小説部門を受賞したことは異例の成果である。
パブリッシャーズ・ウィークリー誌は星付きのレビューでこの小説を「生き生きとした登場人物、緻密に構成されたプロット、そして卓越した世界構築」が一体となり、「虐待され、悲嘆に暮れる生存者たちが自分たちを修復し、粉砕された故郷の残骸を救おうと戦う印象的でタイムリーな物語」だと要約し、カーカス・レビューは「ジェミシンが機能不全を超えた家族と偏見という並外れた破壊力の繊細で明確な描写で心を砕き続けている」と指摘している。RTブックレビューはこの本に三部作の前二作よりも高い星五つをつけた。ライブラリー・ジャーナル誌は『輝石の空』に星を付けなかったが、「完全に作り上げられた世界、詳細な設定、そして複雑な登場人物」を持つ「力強い完結編」と呼んだ。
NPRのレビュワーであるアマル・エル＝モフタールは、世界は救う価値があるという従来のファンタジーやSFの主張に本作がひねりを加えていることを賞賛した。
「『輝石の空』はこれを真っ向から否定している」とエル＝モフタールは書いている。
「《破壊された地球》三部作全体がが大変動と激変が当たり前の世界を描いているとすれば、『輝石の空』は抑圧と虐殺に基づいて構築された世界に存在する権利があるのかという疑問を投げかける」とも述べている
。
『オベリスクの門』に批判的だったTor.comのナイアル・アレクサンダーは、『輝石の空』は「N・K・ジェミシンが我々の最高のファンタジー作家の一人であることを包括的に確認するもの」であり、シリーズ全体を「我々の時代の偉大な三部作の一つ」と宣言した
。
バーンズ・アンド・ノーブルのジョエル・カニンガムもっこれに同意し、「壮大なファンタジーの顔を作り直す」ものだと主張し
、
ザ・ヴァージのアンドリュー・リプタクもこの本を「ファンタジー文学における輝かしい成果」と賞賛した。
リプタクは
アーシュラ・K・ル＝グウィンの『闇の左手』からウィリアム・ギブスンの『ニューロマンサー』まで、ジャンル文学のあり方を再定義しようとする作品が時々搭乗する。ジェミシンは、《破壊された地球》三部作でファンタジー、SF、そしてポストアポカリプス的比喩を融合させた画期的な物語を完成させ、これらの偉大な作家の仲間入りを果たした。『輝石の空』を読み終えた時に、私はこの3冊でジェミシンが達成したことの規模と範囲に、物語としても、技術的にも、テーマとしてもまったく息を呑むほどだった。
と述べている。